# Cóc núi Hansi
Cóc núi Hansi (danh pháp: Ophryophryne hansi) là một loài lưỡng cư thuộc họ Megophryidae. Đây là loài đặc hữu của Việt Nam.
Môi trường sống tự nhiên của chúng là rừng ẩm vùng đất thấp nhiệt đới hoặc cận nhiệt đới và sông ngòi.
Chúng hiện đang bị đe dọa vì mất môi trường sống.